# District des South Garo Hills
Le district des South Garo Hills est un district de l'état du Meghalaya, en Inde.

## Géographie
Au recensement de 2001, sa population compte 99 105 habitants.
Son chef-lieu est la ville de Baghmara. 